# 鄭榮興
鄭榮興（1953年8月20日—），台灣苗栗縣客家人，教授，戲曲樂師、演員、教育工作者；作曲家；民族音樂學、戲曲研究者，做過復興劇藝實驗學校附設綜藝團長兼歌仔戲創科代理主任、復興劇藝實驗學校校長、國立臺灣戲曲專科學校副教授兼校長
目前現職：
國立臺灣師範大學民族音樂研究所 教授
國立臺北藝術大學傳統音樂學系 兼任教授
中央大學客家學院 兼任教授
國立臺灣戲曲學院歌仔戲學系 教授(榮退)

曾任職於：
財團法人慶美園文教基金會 董事長
中華兩岸傳統客家表演藝術交流協會 理事長
苗栗陳家班北管八音團 藝術總監
榮興客家採茶劇團 藝術總監　

## 生平
從小學習戲曲音樂藝術，祖父陳慶松祖母鄭美妹父親鄭水火都是資深戲曲、音樂工作者。
在台灣客家戲音樂、台灣歌仔戲音樂、台灣亂彈戲（北管戲）音樂、京劇音樂都有相當高的素養，在多種樂器的演奏藝術上，都有相當良好的評價，尤其是他的司鼓藝術、領奏胡琴（主弦）藝術和嗩吶。
大學本科原就讀台北市東吳大學音樂學系，後轉學至中國文化大學音樂學系中國音樂組，大學畢業後考進國立台灣師範大學音樂學研究所，在許常惠指導下取得碩士學位（1984年或1985年，論文〈客家八音之研究〉）。
法國巴黎第三大學東方語言學院民族學所博士班DEA（第三階段博士班）文憑香港新亞研究所博士班博士。
在東吳大學、中國文化大學、國立台灣藝術學院（現國立台灣藝術大學）、國立台灣師範大學等校歷任講師、副教授、教授。
1993年，時任復興劇藝實驗學校代理校長（教育部專門委員兼代）陳守讓邀請他出任復興劇藝實驗學校附設綜藝團團長，於1994年創立歌仔戲科同時接任兼代主任職務。
1998年，陳守讓退休後，他接任復興劇藝實驗學校校長，是復興劇藝實驗學校最後1任校長
1999年，教育部社會教育司底下的國光劇藝實驗學校和復興劇藝實驗學校移到技職教育司底下，合併升格國立臺灣戲曲專科學校，他出任歌仔戲科專任副教授，兼代理校長。
2000年，他得到行政院新聞局金鼎獎，得獎作品是《苗栗縣客家
戲曲發展史》1書。
2001年，升歌仔戲科專任教授，真除國立臺灣戲曲專科學校校長。
2006年，臺灣戲曲專科學校改制升格國立台灣戲曲學院，他出任歌仔戲學系專任教授，兼校長。
2003年，他當選教育部優秀教育人員，第1次入圍行政院新聞局金曲獎。
2003年，製作鄭榮興音樂專輯（壹 ‧ 客家八音系列、貳 ‧ 嗩吶唱歌仔戲）音樂CD，入圍第15屆「金曲獎」之最佳民族樂曲專輯獎。
2004年，他第2次入圍行政院新聞局金曲獎。
2004年，製作客家大戲《錯冇錯》，入圍第16屆「金曲獎」之最佳戲曲曲藝專輯獎。
2006年，製作客家大戲《羅芳伯傳奇》，入圍第18屆「金曲獎」之最佳戲曲曲藝專輯獎。
2007年，製作鄭榮興音樂專輯（玖 ‧ 客家八音系列、拾 ‧ 八音曁扮三仙）音樂CD，入圍第19屆「金曲獎」之最佳傳統音樂專輯與最佳傳統音樂詮釋獎。
2008年，他入圍行政院新聞局第19屆金曲獎，第3次入圍金曲獎。
2013年，製作客家大戲─楚漢相爭《霸王虞姬》，榮獲「第25屆傳藝金曲獎」之最佳傳統表演藝術影音出版獎；入圍最佳年度演出獎。
2014年，製作客家大戲《背叛》榮獲「第26屆傳藝金曲獎」之最佳年度演出獎、最佳傳統表演藝術影音出版獎。
2015年，製作客家大戲《潛園風月》，榮獲「第27屆傳藝金曲獎」之最佳傳統表演藝術影音出版獎；入圍最佳年度演出獎、最佳專輯製作人獎。
2016年，製作客家大戲《六國封相─蘇秦》，榮獲「第28屆傳藝金曲獎」之最佳傳統表演藝術影音出版獎；入圍最佳年度演出獎、最佳專輯製作人獎。
2018年4月，接任國家表演藝術中心董事會第二屆董事。2022年4月，續任國家表演藝術中心第三屆董事。

## 外部連結
- 國立台灣戲曲學院校長
- 行政院客家委員會鄭榮興小傳[永久]